# Stationsberg
Stationsberg er en bakke og vej i de Flamske Ardenner beliggende i Etikhove, en landsby i den belgiske kommune Maarkedal, Østflandern. Brostensvejen stiger op fra Nederholbeekstraat i øst til Steenbeekdries i vest. Ved foden krydser vejen jernbanen Oudenaarde-Ronse og laver et sving omkring stationen i Etikhove.

## Historie
Forbindelsesvejen blev anlagt i 1860'erne. Brostensvejen blev fredet som kulturejendom i 1995.
I 2013 indsendte kommunalbestyrelsen i Maarkedal en ansøgning om støtte til at restaurere brostensstrækningen. I 2019 tildelte den daværende flamske ministerpræsident Geert Bourgeois en støtte på 1.331.099,88 euro til at restaurere de fredede brostensveje Mariaborrestraat, Steenbeekdries, Stationsberg og Eikenberg i Maarkedal. Arbejdets start var planlagt til sommeren 2022.

## Cykelsport
I cykelsporten bliver bakken regelmæssigt kørt i E3 Harelbeke. Bakken er brostensbelagt. På toppen drejer man til højre og kører ned ad Steenbeekdries.
I Flandern Rundt er Stationsberg de seneste år blevet kørt som nedkørsel efter opstigning af førnævnte Steenbeekdries, på vej mod Taaienberg eller Ronse. Stationsberg er en del af brostensstrækningen Mariaborrestraat i Flandern Rundt.